# Симеон Ангелов (юрист)
Симеон Ангелов Ангелов е български юрист, професор по гражданско и римско право в Софийски университет „Св. Климент Охридски“.

## Биография
Роден в Търново на 16 февруари 1881 г. През 1898 г. завършва Класическата гимназия в Търново. След това следва правни науки в Йена, Берлин и Тюбинген, където защитава докторска дисертация. През 1903-1905 г. специализира философия на правото в Хале и Берлин и през 1909-1910 г. гражданско право в Париж и Рим. Като член на Кодификационната комисия (1915-1925) автор на прогресивни законопроекти (за извънбрачните деца, за конфискуване незаконните печалби от войната и др.) Почива на 12 април 1925 г. в София.. Баща е на известните български учени Ангел Ангелов (юрист) и акад. Димитър Ангелов (историк). 

## Научна дейност
От 1 април 1909 е редовен доцент в катедра гражданско право в юридическия факултет на Софийския университет. От 1 април 1914 г. е извънреден професор, от 8 април 1915 г. е извънреден хоноруван доцент в катедра римско право в юридическия факултет на Софийския университет, от ноември 1924 г. е хоноруван професор.